# Myrtilla Miner
Pour les articles homonymes, voir Miner.
Myrtilla Miner, née le 4 mars 1815 dans les environs de Brookfield (New York) morte le 17 décembre 1864 à Washington (district de Columbia) est une enseignante et une abolitionniste américaine, connue pour avoir créé à Washington une académie d'enseignement supérieur pour former des jeunes femmes afro-américaines au métier d'enseignante d'écoles primaires malgré les vives oppositions rencontrées, la Normal School for Colored Girls

## Biographie

### Jeunesse et formation

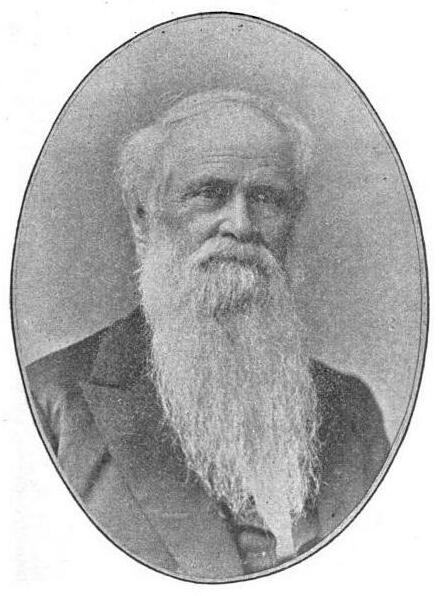
Henry Barnard

Myrtilla Milner est l'une des douze enfants de Seth Miner et d'Eleanor Smith Miner, une famille d'agriculteurs, sur les papiers officiels son prénom était Myrtle, mais elle sera appelée tout au long de sa vie Myrtilla. Sa tante Ann Miner est une enseignante qui l'a probablement influencée pour sa carrière. Dès son enfance elle souffre de problèmes de douleurs liées à une malformation de sa colonne vertébrale. Durant son enfance, elle dévore les livres de la bibliothèque locale et prend également conscience des limitations de l'éducation offerte aux femmes.  Elle fait ses études secondaires au Female Domestic Seminary de Clinton puis au Clover Street Seminary de Rochester (État de New York) ; après y avoir achevé ses études elle y enseigne pendant l'année 1844,. Durant ses études, elle est influencée par  Henry Barnard (en) le pédagogue de l'éveil éducatif.

### Carrière
De 1845 à 1846, elle est professeure à la Richmond Street School de Providence dans le Rhode Island, puis en 1847, elle part enseigner au Newton Female Institute de Whitesville, l'actuel Whynot, Mississippi,  où elle donne des cours aux filles des riches planteurs locaux.  Là, elle est choquée par la condition faite aux esclaves afro-américains. Elle propose d'ouvrir l'école pour les jeunes filles afro-américaines esclaves appartenant aux planteurs auxquels elle donnait des cours à leurs filles, mais son initiative est refusée car contraire au racisme ambiant du Mississippi et à ses lois, on lui dit que si elle veut instruire des "Nègres" qu'elle retourne donc dans un État du Nord. Elle donne sa démission pour retourner enseigner à New York en 1849,. 

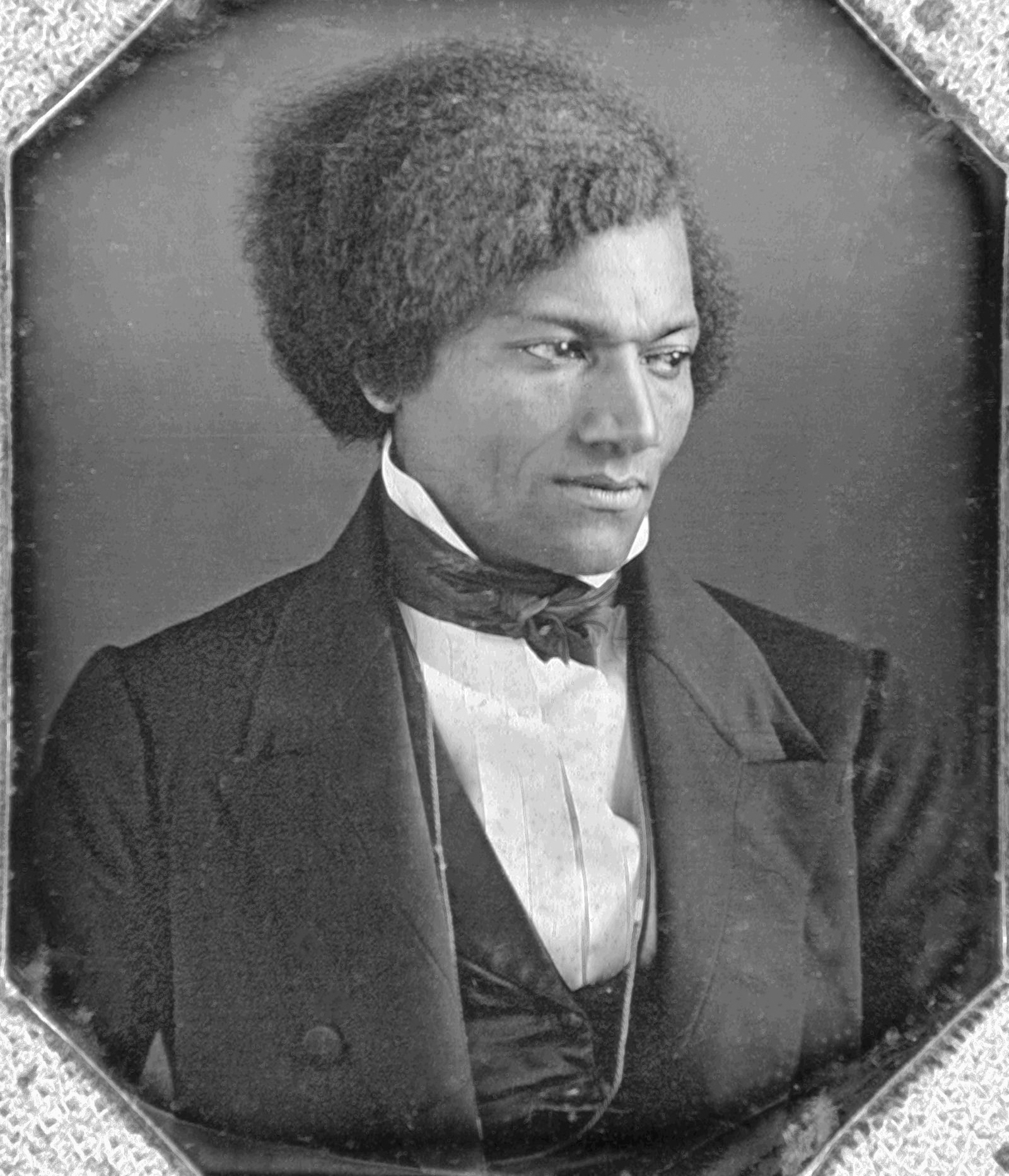
Frederick Douglass.

Là, elle sollicite diverses personnes pour l'aider à financer un projet de création d'une école pour les Afro-Américains à Washington. Elle écrit à Frederick Douglass qui se montre sceptique tout en l’encourageant et la prévenant que son projet peut conduire à son assassinat. Des abolitionnistes blancs vont la soutenir pour son projet. Elle reçoit également l'appui du révérend Henry Ward Beecher, et d'Ednah Thomas, une quaker qui lui fait un don de 100 $ pour l'aider à créer son école,,. 
Elle emménage à Washington, et ouvre le 3 décembre 1851, la Normal School for Colored Girls dans un entrepôt, qui appartenait à un Afro-Américain, sur la 11° avenue à proximité de la New York Avenue (Washington, D.C.) (en) . En moins de deux mois les effectifs passent de six à quarante élèves. En regard de l’augmentation croissante des effectifs, elle change de locaux pour installer l'école dans une maison située sur la F Street à quelque pas de la Maison Blanche, menacée par le voisinage blanc, elle doit à nouveau déménager pour s'installer sur la K Street (Washington, D.C.), elle doit à nouveau déménager au bout de quelques mois pour échapper à l'hostilité et aux menaces diverses du voisinage. La situation va se stabiliser grâce à divers donateurs comme Gamaliel Bailey (en), Thomas Smith Williamson (en),  Harriet Beecher Stowe (l'auteure de La Case de l'oncle Tom, lui fait un don de 1 000 $) et d’autres Myrtilla Milner peut acheter une maison dans le quartier situé entre la 19° et la 20° rue. Le voisinage blanc est toujours hostile, mais elle est chez elle. En 1856 l'école est protégée par un comité d'administration où siègent divers personnalités blanches et quakers comme Henry Ward Beecher, Harriet Beecher Stowe, Samuel M. Janney, Thomas Williamson, Samuel Rhoads, Johns Hopkins, etc,,.

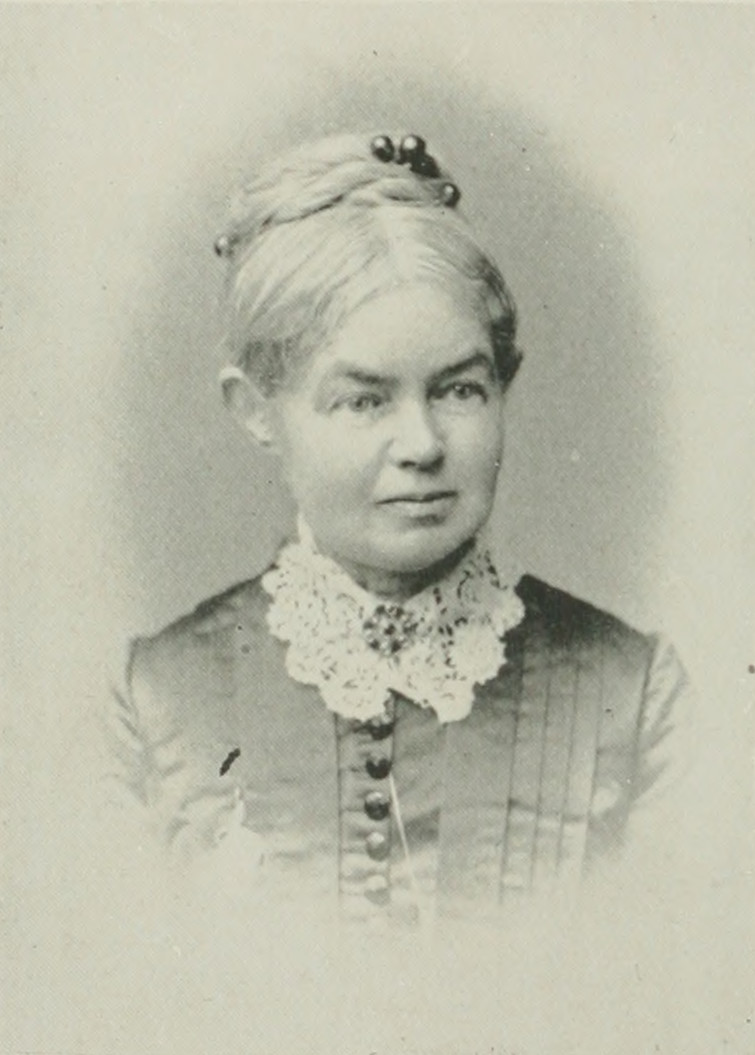
Emily Howland.

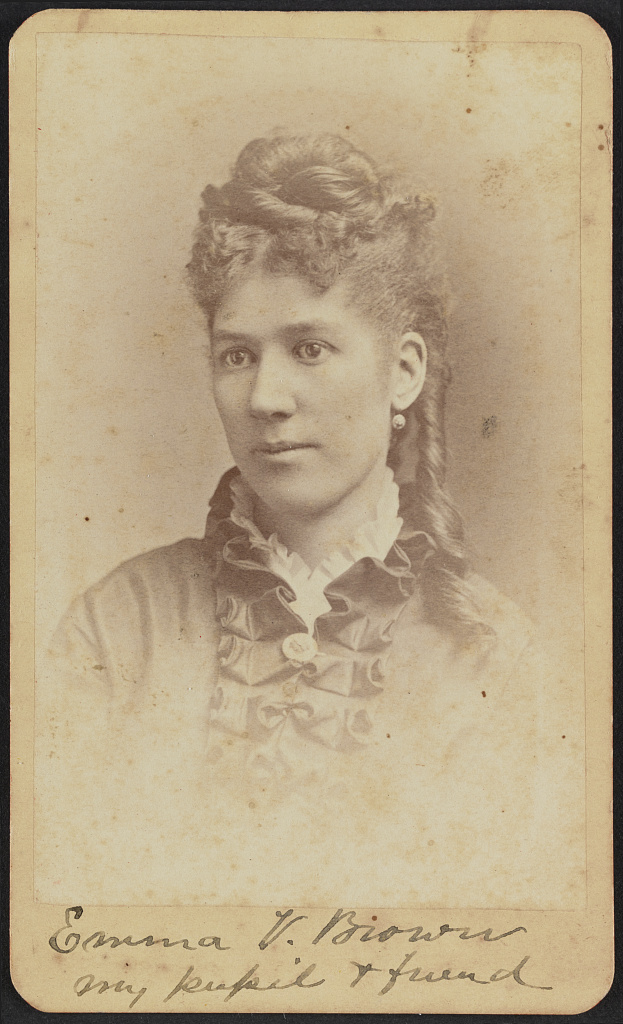
Emma V. Brown.

En 1856, son état de santé se dégrade, Harriet Beecher Stowe l'envoie dans un sanatorium à Elmira, cette situation  la conduit à se retirer de la direction de l'école tout en restant présente au sein du conseil d'administration,. La philanthrope Emily Howland reprend la direction de l'école assistée par Emma V. Brown (en), une Afro-Américaine formée à la Normal School for Colored Girls qui a poursuivi sa formation en étant diplômée de l'Oberlin College.
En 1860, les débats vifs du Congrès concernant l'inclusion de l'éducation des Afro-Américains sur le district de Columbia préfigurent ce qui sera la guerre de Sécession conduisent à la fermeture de l'école quelques mois avant le déclenchement du conflit.
En 1861, Myrtilla Miner se rend en Californie pour recouvrer la santé. Quelques semaines après la Proclamation d'émancipation du président des États-Unis Abraham Lincoln promulguée le 1er janvier 1863, elle apprend que son école est intégrée au dispositif scolaire du district de Columbia grâce à une loi déposée par le sénateur du Massachusetts, Henry Wilson et adoptée le 3 mars 1863,. 
En 1864, elle est blessée à la suite d'un accident de circulation à Petaluma, en Californie, mal remise elle fait un long voyage pour rejoindre Washington, où elle décède le 17 décembre 1864 des suites de la tuberculose aggravée par ses blessures au domicile de Nancy M. Johnson, la présidente du conseil d'administration de la Normal School for Colored Girls ,,.

### Vie personnelle
Myrtilla Miner repose au Oak Hill Cemetery (Washington, D.C.).

## Hommages et distinctions
En 2013, cérémonie d'entrée au National Abolition Hall of Fame (en) de Peterboro dans l'État de New York.

## Archives
Les archives de Myrtilla Miner sont déposées et consultables à la Bibliothèque du Congrès,.

## Pour approfondir

#### Notices dans des encyclopédies et manuels de références
- (en-US) Dumas Malone (dir.), Dictionary of American Biography Volume 7 : Mills-Platner, New York, Scribner, 1962, 1328 p. (ISBN 9780684141442, lire en ligne), p. 23-24,
- (en-US) Paul Wilson Boyer (dir.), Notable American Women: A Biographical Dictionary, Volume II: 1607-1950, G-O, Cambridge, Massachusetts, Belknap Press of Harvard University Press, 1er janvier 1971, 659 p. (ISBN 9780674288355, lire en ligne), p. 547-548,
- (en-US) Anne Commire (dir.), Women in World History, Volume 11: Mek - N, Waterford, Connecticut, Yorkin Publications /  Gale Group, 1999, 921 p. (ISBN 9780787640705, lire en ligne), p. 147-148,
- (en-US) Stanley C. Harrold, Subversives: Antislavery Community In Washington, D. C., 1828 1865, Baton Rouge, Louisiane, Louisiana State University Press, 31 janvier 2003, 283 p. (ISBN 9780807128053, lire en ligne), p. 174-202,

#### Essais et biographies
- (en-US) Philip Sheldon Foner & Josephine F Pacheco, Three who dared : Prudence Crandall, Margaret Douglass, Myrtilla Miner, Greenwood Press, 1984, 264 p. (ISBN 9780313235849, lire en ligne),
- (en-US) Michael M. Greenburg, This Noble Woman: Myrtilla Miner, Chicago Review Press, 1er août 2018, 224 p. (ISBN 9780912777092),
- (en-US) Ellen M. O'Connor, Myrtilla Miner: A Memoir, Franklin Classics Trade Press, 25 octobre 2018, 142 p. (ISBN 9780344201165, lire en ligne),

#### Articles
- (en-US) G. Smith Wormley, « Myrtilla Miner », The Journal of Negro History, vol. 5, no 4,‎ octobre 1920, p. 448-457 (10 pages) (lire en ligne ). ,
- (en-US) Emmett D. Preston, Jr., « The Development of Negro Education in the District of Columbia, 1800-1860 », The Journal of Negro Education, vol. 12, no 2,‎ printemps 1943, p. 189-198 (10 pages) (lire en ligne ),
- (en-US) Lester Grosvenor Wells, « Myrtilla Miner », New York History, vol. 24, no 3,‎ juillet 1943, p. 358-375 (19 pages) (lire en ligne ),
- (en-US) G. Smith Wormley, « Myrtilla Miner: Pioneer in Teacher Education for Negro Women », The Journal of Negro History, vol. 34, no 1,‎ janvier 1949, p. 30-45 (16 pages) (lire en ligne ). ,
- (en-US) « Miner Teachers College Centennial », Negro History Bulletin, vol. 14, no 4,‎ janvier 1951, p. 74, 87 (2 pages) (lire en ligne ),
- (en-US) « Library of Congress Acquires Papers of Myrtilla Miner, Founder of School for Negro Girls », Negro History Bulletin, vol. 16, no 5,‎ février 1953, p. 111 (1 page) (lire en ligne ). ,
- (en-US) Paul Phillips Cooke, « Myrtilla Miner: Determined School Founder With Frederick Douglass », Negro History Bulletin, vol. 45, no 4,‎ 1982, p. 104-106 (3 pages) (lire en ligne ),
- (en-US) Druscilla J. Null, « Myrtilla Miner's "School for Colored Girls": A Mirror on Antebellum Washington », Records of the Columbia Historical Society, Washington, D.C., vol. 52,‎ 1989, p. 254-268 (15 pages) (lire en ligne ),
- (en-US) Rachel Nolan, « Uplift, Radicalism, and Performance: Angelina Weld Grimké's Rachel at the Myrtilla Miner Normal School », Legacy, vol. 35, no 1,‎ 2018, p. 1-24 (24 pages) (lire en ligne ),